# Pestfriedhof Welbergen

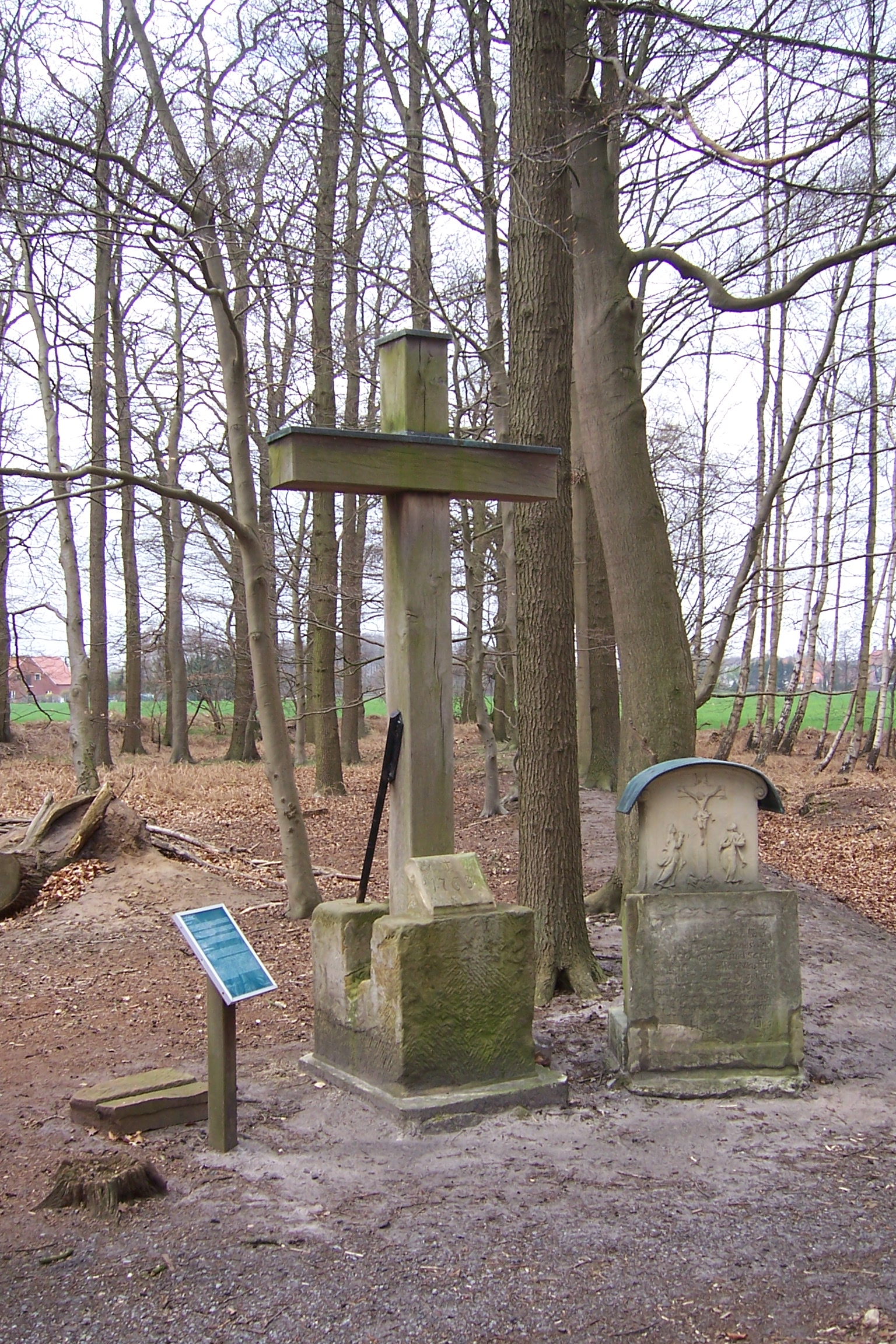
Pestfriedhof bei Welbergen

Der Pestfriedhof Welbergen ist ein ehemaliger Friedhof außerhalb des Ortsteils Welbergen der Stadt Ochtrup im Kreis Steinfurt (Nordrhein-Westfalen). Er diente mündlicher Überlieferung nach vor allem der Bestattung der Toten aus Ochtrup, Langenhorst und Welbergen, die bei einer Pestepidemie im Jahr 1666 gestorben waren. Heute befindet sich dort Wald.
Das heutige Aussehen bestimmen ein Ensemble verschiedener Denkmäler inmitten hoher Bäume, welches im Jahr 1978 rekonstruiert wurde, und eine Informationstafel der Stadt Ochtrup. Das originale Pestkreuz dieses Friedhofes wurde im Jahr 1954 zu einem Hofkreuz zweckentfremdet; die eingemeißelte Jahreszahl 1706 bezieht sich daher auf das erstmalige Errichten des Hofkreuzes und nicht auf die Anlage des Pestfriedhofes. Die Kirchenbücher von St. Lamberti Ochtrup berichten vom Einschleppen dieser Seuche durch fremde Soldaten im Jahr 1666. Das Kreuz ist schlicht, ohne Corpus und aus Holz. Der zugehörige historische Sockel ist aus Sandstein. Ein daneben stehender Bildstock, Maria und Johannes unter dem Kreuz darstellend, ist eine Arbeit aus der ersten Hälfte des 18. Jahrhunderts. An diesen Bildstock angelehnt steht eine Schrifttafel mit einem nicht mehr komplett zu entziffernden zwölfteiligen Gebetstext.
Das Ensemble auf dem Pestfriedhof Welbergen steht auf der Liste der Baudenkmäler in Ochtrup unter der Nr. 24.

## Quelle
- Informationstafel der Stadt Ochtrup am Ort. Verfasserin: Anita Bender

Koordinaten: 52° 11′ 48″ N, 7° 14′ 59″ O